# Xã Newcomb, Quận Saline, Arkansas
Xã Newcomb (tiếng Anh: Newcomb Township) là một xã thuộc quận Saline, tiểu bang Arkansas, Hoa Kỳ. Năm 2010, dân số của xã này là 1.672 người.